# هيو لين
هيو لين (بالإنجليزية: Hugh Lane)‏ هو تاجر أعمال فنية أيرلندي، ولد في 9 نوفمبر 1875 في مقاطعة كورك في جمهورية أيرلندا، وتوفي في 7 مايو 1915 في آر إم إس لوسيتينيا في جمهورية أيرلندا بسبب غرق.

## وصلات خارجية
- هيو لين على موقع الموسوعة البريطانية (الإنجليزية)